# Ordinary Angels
Ordinary Angels es una película estadounidense de drama y fe estadounidense. Dirigida por Jon Gunn y escrita por Meg Tilly y Kelly Fremon Craig, está basada en hechos reales que ocurrieron durante la ola de frío norteamericana de 1994. Está protagonizada por Hilary Swank, Alan Ritchson, Nancy Travis y Tamala Jones.
La película fue estrenada por Lionsgate el 23 de febrero de 2024, treinta años y un mes después de la disipación de la actual ola de frío.

## Sinopsis
Inspirándose en una historia real, en 1994 Louisville, Kentucky, una peluquera reúne a la comunidad para ayudar a un padre viudo a salvar la vida de su pequeña hija gravemente enferma después de que Louisville fuera azotada por una gran tormenta de nieve procedente de la ola de frío norteamericana de 1994.

## Reparto
- Hilary Swank como Sharon Stevens[5]
- Alan Ritchson como Ed Schmitt[4]
- Nancy Travis como Barbara[6]
- Tamala Jones como Rose[6]
- Drew Powell como el pastor Dave[6]
- Skywalker Hughes como Ashley[6]
- Amy Acker como Teresa[6]
- Emily Mitchell como Michelle Schmitt[6]
- Dempsey Bryk como Derek

## Producción
En marzo de 2022, la película se anunció oficialmente con Swank y Ritchson como protagonistas, con Jon Gunn dirigiendo y escribiendo el borrador más reciente del guion con Jon Erwin. Meg Tilly y Kelly Fremon Craig contribuyeron con un borrador anterior y recibieron crédito por escritura. El rodaje se produjo en Winnipeg en abril de 2022 y Albany, Nueva York, en junio de 2022.

## Estreno
Ordinary Angels fue estrenada en cines por Lionsgate el 23 de febrero de 2024. La película estaba originalmente programada para estrenarse el 13 de octubre de 2023, antes de que se retrasara la fecha para evitar la competencia con la película de concierto, Taylor Swift: The Eras Tour.